# Морено, Антонио
Антонио «Тони» Морено (англ. Antonio Moreno; 26 сентября 1887, Мадрид, Испания — 15 февраля 1967, Беверли-Хиллз, Калифорния, США) — американский киноактер.

## Биография
Антонио Гаридо Монтеагудо родился в Мадриде, эмигрировал в Соединённых Штатов Америки в возрасте четырнадцати лет и поселился в штате Массачусетс. После окончания своего образования он становится актёром театра для региональных постановок. В 1912 году он переехал в Голливуд в Калифорнии, где подписал контракт со студиями Vitagraph.
В начале своей кинокарьеры Морено играл роли латинских любовников и других персонажей латинского происхождения, таких как Рамон Новарро и Рудольф Валентино. Сначала он носил характерные усы, однако шведский режиссёр Мориц Стиллер считал, что актёр выглядел с ними как итальянский официант, и попросил их сбрить.
В конце 20-х и в начале 30-тых годов появилось звуковое кино и Морено, который говорил со значительным испанским акцентом, начал испытывать трудности в англоязычных фильмах. Однако, он начал сниматься также в мексиканских фильмах. Первый звуковой мексиканский фильм «Санта» (1932) был расхвален критиками как один из лучших мексиканских фильмов эпохи.